# Kaarlo Koskelo
Kaarlo Anton "Kalle" Koskelo (12 avril 1888 – 21 décembre 1953) était un lutteur finlandais qui gagna la médaille d'or aux Jeux olympiques d'été de 1912, dans la catégorie poids plume. Il combattit ensuite pendant la 1re Guerre Mondiale et pendant la guerre civile finlandaise puis immigra aux États-Unis d'Amérique en 1919. Il s'installa à Astoria, Oregon, où il devint un important homme d'affaires local.